# 2016年リオデジャネイロオリンピックの日本選手団
2016年リオデジャネイロオリンピックの日本選手団（2016ねんリオデジャネイロオリンピックのにほんせんしゅだん）は、2016年8月5日から8月21日まで開催された第31回オリンピック競技大会における日本選手団の名簿。選手名および所属・記録は2016年当時のもの。

## 概要

### 選手団
- 団長：橋本聖子（日本オリンピック委員会【JOC】常務理事、日本スケート連盟会長）[2]
- 副団長：山下泰裕（JOC理事、選手強化副本部長、全日本柔道連盟副会長）[2]
- 総監督：高田裕司（JOC理事、選手強化副本部長、日本レスリング協会専務理事）[2]
- 主将：吉田沙保里（女子レスリング）[3]
- 旗手：右代啓祐（陸上競技：十種競技）[3]

### 公式行事
- 結団式・壮行会[4]

日時：2016年7月3日
場所：国立代々木競技場
- 解団式[5][6]

日時：2016年8月25日
場所：グランドプリンスホテル高輪
- 祝賀御列（パレード）[7]

日時：2016年10月7日
場所：銀座八丁目交差点〜銀座通り口〜日本橋室町・三井不動産本社前（メインルート）

## メダル獲得者
メダル総獲得数は過去最多だった前回ロンドンオリンピックの38個を上回る41個を獲得（世界全体で6番目）、金メダル獲得数は歴代4番目の12個、銅メダルは過去最多の21個を獲得した。競技別では前回不振だった柔道も過去最多の12個を獲得し、特に男子は東京オリンピック以来52年ぶり7階級制となったソウルオリンピック以降では初めて全階級でメダルを獲得した。バドミントンでも初の金メダル、卓球でも男子が初のメダルを獲得、テニスも96年ぶりにメダル獲得とラケット球技の活躍が目立った。
また競泳のフリーリレーが52年ぶり、カヌーや陸上競歩で初のメダル獲得と多くの歴史的な記録を達成した大会となった。
| メダル   | 選手名                                                                           | 競技                       | 種目                     | 日付（現地） | 備考 |
| -------- | -------------------------------------------------------------------------------- | -------------------------- | ------------------------ | ------------ | --- |
| 金メダル | 萩野公介                                                                         | 競泳                       | 男子400m個人メドレー     | 8月 6日      | 前回大会3位、2度目の出場。 同種目では日本人初の金メダル獲得。 同競技での金メダル獲得は北京大会以来2大会ぶり。 瀬戸と併せて同競技におけるダブル表彰台はメルボルン大会以来15大会ぶり。 夏季五輪では初の平成生まれの金メダリスト。 |
| 金メダル | 大野将平                                                                         | 柔道                       | 男子73kg級               | 8月 8日      | 初出場。 同競技における男子の金メダル獲得は北京大会以来2大会ぶり。 同階級の金メダル獲得はアトランタ大会の中村兼三以来5大会ぶり。                                                                                                |
| 金メダル | 内村航平 加藤凌平 田中佑典 山室光史 白井健三                                     | 体操                       | 男子団体                 | 8月 8日      | 前回大会2位、金メダル獲得はアテネ大会以来3大会ぶり。 内村は3度目、加藤・田中・山室は2度目、白井は初出場。 |
| 金メダル | 田知本遥                                                                         | 柔道                       | 女子70kg級               | 8月10日      | 前回大会7位、2度目の出場。 同階級の金メダル獲得は北京大会の上野雅恵以来2大会ぶり。夏季・冬季五輪通じて女子では初の平成生まれの金メダリスト。                                                                                    |
| 金メダル | ベイカー茉秋                                                                     | 柔道                       | 男子90kg級               | 8月10日      | 初出場。 同階級では初の金メダル獲得。 |
| 金メダル | 内村航平                                                                         | 体操                       | 男子個人総合             | 8月10日      | 前回大会1位、3度目の出場 同種目の連覇はメキシコシティ・ミュンヘン大会の加藤沢男以来11大会ぶり。 |
| 金メダル | 金藤理絵                                                                         | 競泳                       | 女子200m平泳ぎ           | 8月11日      | 前々回大会7位、2度目の出場。 同種目での金メダル獲得はバルセロナ大会の岩崎恭子以来6大会ぶり 同競技の日本人女子では最年長の金メダル獲得。                                                                                         |
| 金メダル | 登坂絵莉                                                                         | レスリング                 | 女子フリースタイル48kg級 | 8月17日      | 初出場。 同階級の金メダル獲得はロンドン大会に続き2大会連続。 |
| 金メダル | 伊調馨                                                                           | レスリング                 | 女子フリースタイル58kg級 | 8月17日      | 前回大会1位、4度目の出場。 女子個人種目では五輪史上初の4連覇を達成。 同競技では男女含めて初の4連覇。 |
| 金メダル | 土性沙羅                                                                         | レスリング                 | 女子フリースタイル69kg級 | 8月17日      | 初出場。 |
| 金メダル | 高橋礼華 松友美佐紀                                                              | バドミントン               | 女子ダブルス             | 8月18日      | 初出場。 同競技では日本人初の金メダル獲得。 |
| 金メダル | 川井梨紗子                                                                       | レスリング                 | 女子フリースタイル63kg級 | 8月18日      | 初出場。 同階級の金メダル獲得はアテネ大会から4大会連続。 |
| 銀メダル | 坂井聖人                                                                         | 競泳                       | 男子200mバタフライ       | 8月 9日      | 初出場。 同種目のメダル獲得はアテネ大会から4大会連続。 |
| 銀メダル | 萩野公介                                                                         | 競泳                       | 男子200m個人メドレー     | 8月11日      | 前回大会5位、2度目の出場。 同種目では日本人初のメダル獲得。 同競技では初の1大会で全種類のメダル獲得。 |
| 銀メダル | 原沢久喜                                                                         | 柔道                       | 男子100kg超級            | 8月12日      | 初出場。 同階級では北京大会の石井慧以来2大会ぶりのメダル獲得。 |
| 銀メダル | 太田忍                                                                           | レスリング                 | 男子グレコローマン59kg級 | 8月14日      | 初出場。 同スタイルの銀メダル獲得はシドニー大会の永田克彦以来4大会ぶり。 同競技のメダル獲得はヘルシンキ大会から16大会連続。 |
| 銀メダル | 水谷隼 丹羽孝希 吉村真晴                                                         | 卓球                       | 男子団体                 | 8月17日      | 前回大会5位、水谷は3度目、丹羽は2度目、吉村は初出場。 同種目では初のメダル獲得。 |
| 銀メダル | 吉田沙保里                                                                       | レスリング                 | 女子フリースタイル53kg級 | 8月18日      | 前回大会1位、4度目の出場。 |
| 銀メダル | 樋口黎                                                                           | レスリング                 | 男子フリースタイル57kg級 | 8月19日      | 初出場。 同階級のメダル獲得はアテネ大会から4大会連続。 |
| 銀メダル | 山縣亮太 飯塚翔太 桐生祥秀 ケンブリッジ飛鳥                                      | 陸上競技                   | 男子4×100mリレー         | 8月19日      | 前回大会4位、同種目の銀メダル獲得は北京大会 以来2大会ぶり。 |
| 銅メダル | 近藤亜美                                                                         | 柔道                       | 女子48kg級               | 8月 6日      | 初出場。 |
| 銅メダル | 高藤直寿                                                                         | 柔道                       | 男子60kg級               | 8月 6日      | 初出場。 |
| 銅メダル | 三宅宏実                                                                         | ウエイトリフティング       | 女子48kg級               | 8月 6日      | 前回大会2位、4度目の出場。 |
| 銅メダル | 瀬戸大也                                                                         | 競泳                       | 男子400m個人メドレー     | 8月 6日      | 初出場。 萩野と併せて同競技におけるダブル表彰台はメルボルン大会以来15大会ぶり。 |
| 銅メダル | 中村美里                                                                         | 柔道                       | 女子52kg級               | 8月 7日      | 前々回大会3位、3度目の出場。 |
| 銅メダル | 海老沼匡                                                                         | 柔道                       | 男子66kg級               | 8月 7日      | 前回大会3位、2度目の出場。 |
| 銅メダル | 松本薫                                                                           | 柔道                       | 女子57kg級               | 8月 8日      | 前回大会1位、2度目の出場。 |
| 銅メダル | 羽根田卓也                                                                       | カヌー                     | 男子スラロームC-1        | 8月 8日      | 前回大会7位、3度目の出場。 同競技における日本人初、同種目ではアジア人初のメダル獲得。 |
| 銅メダル | 永瀬貴規                                                                         | 柔道                       | 男子81kg級               | 8月 9日      | 初出場。 同階級のメダル獲得はシドニー大会の瀧本誠以来4大会ぶり。 |
| 銅メダル | 萩野公介 江原騎士 小堀勇氣 松田丈志                                              | 競泳                       | 男子4×200mフリーリレー   | 8月 9日      | 前回大会予選敗退。 同種目のメダル獲得は1964年の東京大会以来52年ぶり。 小堀・松田は2度目、荻野・江原は初出場。 |
| 銅メダル | 星奈津美                                                                         | 競泳                       | 女子200mバタフライ       | 8月10日      | 前回大会3位、2度目の出場。 |
| 銅メダル | 羽賀龍之介                                                                       | 柔道                       | 男子100kg級              | 8月11日      | 初出場。 同階級のメダル獲得はシドニー大会の井上康生以来4大会ぶり。 |
| 銅メダル | 水谷隼                                                                           | 卓球                       | 男子シングルス           | 8月11日      | 前回大会4回戦敗退、3度目の出場。 同競技の男子では初、シングルスでは男女通じて初のメダル獲得。 |
| 銅メダル | 山部佳苗                                                                         | 柔道                       | 女子78kg超級             | 8月12日      | 初出場。 同階級のメダル獲得はシドニー大会の山下まゆみから5大会連続。 |
| 銅メダル | 錦織圭                                                                           | テニス                     | 男子シングルス           | 8月14日      | 前回大会準々決勝敗退、3度目の出場。 同種目のメダル獲得はアントワープ大会の熊谷一弥以来96年ぶり。 |
| 銅メダル | 白井健三                                                                         | 体操                       | 男子種目別跳馬           | 8月15日      | 初出場。 同種目のメダル獲得はロサンゼルス大会の具志堅幸司と森末慎二以来8大会ぶり。 |
| 銅メダル | 福原愛 石川佳純 伊藤美誠                                                         | 卓球                       | 女子団体                 | 8月16日      | 前回大会2位、福原は4度目、石川は2度目、伊藤は初出場。 伊藤は同競技では最年少のメダル獲得。 |
| 銅メダル | 乾友紀子 三井梨紗子                                                              | シンクロナイズドスイミング | デュエット               | 8月16日      | 前回大会5位、乾は2度目、三井は初出場。 同種目のメダル獲得は北京大会以来2大会ぶり。 |
| 銅メダル | 奥原希望                                                                         | バドミントン               | 女子シングルス           | 8月19日      | 初出場。 同種目では日本人初のメダル獲得。 |
| 銅メダル | 乾友紀子 三井梨紗子 吉田胡桃 中村麻衣 丸茂圭衣 中牧佳南 林愛子 箱山愛香 小俣夏乃 | シンクロナイズドスイミング | チーム                   | 8月19日      | 前回大会5位 同種目のメダル獲得はアテネ大会以来3大会ぶり。 |
| 銅メダル | 荒井広宙                                                                         | 陸上競技                   | 男子50km競歩             | 8月19日      | 初出場。 同種目では日本人初のメダル獲得。 |

| 競技                       |    |   |    | 計 |
| -------------------------- | -- | - | -- | -- |
| レスリング                 | 4  | 3 | 0  | 7  |
| 柔道                       | 3  | 1 | 8  | 12 |
| 競泳                       | 2  | 2 | 3  | 7  |
| 体操                       | 2  | 0 | 1  | 3  |
| バドミントン               | 1  | 0 | 1  | 2  |
| 卓球                       | 0  | 1 | 2  | 3  |
| 陸上競技                   | 0  | 1 | 1  | 2  |
| シンクロナイズドスイミング | 0  | 0 | 2  | 2  |
| ウエイトリフティング       | 0  | 0 | 1  | 1  |
| カヌー                     | 0  | 0 | 1  | 1  |
| テニス                     | 0  | 0 | 1  | 1  |
| 計                         | 12 | 8 | 21 | 41 |

## 種目別選手・スタッフ名簿

### アーチェリー
スタッフ
- チームリーダー：新海輝夫（日本オリンピック委員会）
- コーチ：松木裕二（エディオン）、金清泰（近畿大学）、田中伸周（日本オリンピック委員会）
- 総務：清水徹也（日本スポーツ振興センター）

選手
- 古川高晴（男子個人）- 準々決勝敗退
- 川中香緖里（女子個人）- 2回戦敗退
- 永峰沙織（英語版）（女子個人）- 1回戦敗退
- 林勇気（女子個人）- 1回戦敗退
- 女子団体 - 準々決勝敗退

### ウエイトリフティング
スタッフ
- 男子監督：小宮山哲雄（日本ウエイトリフティング協会）
- 女子監督：三宅義行（いちごグループホールディングス）
- コーチ：平良真理（沖縄県立沖縄工業高等学校）、松尾謙資（警視庁）、小畑直之（日本ウエイトリフティング協会）

選手
- 高尾宏明（男子56kg級）- 11位
- 糸数陽一（男子62kg級）- 4位
- 中山陽介（英語版）（男子62kg級）- 12位
- 三宅宏実（女子48kg級）- 3位
- 八木かなえ（女子53kg級）- 6位
- 安藤美希子（女子58kg級）- 5位
- 松本潮霞（英語版）（女子63kg級）- 9位

### カヌー
スタッフ
- コーチ：ミラン・クバン（日本オリンピック委員会）、山中修司（日本オリンピック委員会）、馬場昭江（イオンリテール　イオン大曲店）

選手
- 羽根田卓也（男子カナディアンシングル）- 3位
- 佐々木翼（英語版）、佐々木将汰（英語版）（男子カナディアンペア）- 予選敗退
- 矢澤一輝（英語版）（男子カヤックシングル）- 準決勝敗退
- 矢澤亜希（英語版）（女子カヤックシングル）- 予選敗退

### 近代五種
スタッフ
- 監督：黒臼昭二（警視庁）
- 男子監督：宮ケ原浩（自衛隊体育学校）
- コーチ：津山論将（自衛隊体育学校）、津山論将（警視庁）

選手
- 岩元勝平（男子）- 30位
- 三口智也（英語版）（男子）- 22位
- 朝長なつ美（女子）- 13位

### ゴルフ
スタッフ
- チームリーダー：山中博史（日本ゴルフ協会）
- コーチ：丸山茂樹
- 総務：長嶋淳治（日本ゴルフ協会）
- キャディー：福田央、ラジーフ・プラサド、ジェイソンミッシェル・マックデーデ、デイナジーン・デローラックス

選手
- 池田勇太（男子）- 21位タイ
- 片山晋呉（男子）- 54位
- 野村敏京（女子）- 4位タイ
- 大山志保（女子）- 42位

### サッカー
スタッフ
- 監督：手倉森誠（日本サッカー協会）
- コーチ：秋葉忠宏（日本サッカー協会）、佐藤洋平（日本サッカー協会）、早川直樹（日本サッカー協会）
- ドクター：髙木博（昭和大学藤が丘病院）
- トレーナー：菊島良介（日本サッカー協会）
- 総務：池辺友和（日本サッカー協会）

選手
- U-23サッカー日本代表（男子）- グループリーグ敗退
  - 櫛引政敏（GK）
  - 室屋成（DF）
  - 遠藤航（MF）
  - 藤春廣輝（DF）
  - 植田直通（DF）
  - 塩谷司（DF）
  - 原川力（MF）
  - 大島僚太（MF）
  - 矢島慎也（MF）
  - 中島翔哉（MF）
  - 久保裕也（FW）→鈴木武蔵（FW）[11]
  - 中村航輔（GK）
  - 興梠慎三（FW）
  - 井手口陽介（MF）
  - 亀川諒史（DF）
  - 浅野拓磨（FW）
  - 岩波拓也（DF）
  - 南野拓実（MF）

### 自転車
スタッフ
- 監督：浅田顕（シクリズムジャポン）、坂本勉（日本オリンピック委員会）、三瓶将廣（SYSTEMATICBMX）、鈴木雷太（ライコン）
- コーチ：飯島誠（ブリヂストンサイクル）、小田島梨絵（日本オリンピック委員会）
- ドクター：金井貴夫（東金九十九里地域医療センター・東千葉メディカルセンター）、内田彰子（つくば体力医科学研究所）
- 技術スタッフ：西勉（NIPPO VINI FANTINIチーム）、森昭雄（みどり製作所）

選手
- 新城幸也（男子ロード）- 27位
- 内間康平（男子ロード）- 記録なし
- 渡邉一成（男子トラックケイリン）- 1回戦敗退
- 脇本雄太（男子トラックケイリン）- 1回戦敗退
- 中川誠一郎（男子トラックスプリント）- 予選敗退
- 窪木一茂（男子トラックオムニウム）- 14位
- 長迫吉拓（男子BMX）- 準々決勝敗退
- 山本幸平（男子マウンテンバイク）- 21位
- 與那嶺恵理（女子ロード）
  - ロードレース - 17位
  - タイムトライアル - 15位
- 塚越さくら（女子トラックオムニウム）- 16位

### 射撃

#### ライフル射撃
スタッフ
- 監督：溝部政司（日本ライフル射撃協会）
- コーチ：エミール・ドジャノフ（日本ライフル射撃協会）、トーマス・ファーニック（日本ライフル射撃協会）
- トレーナー：吉村直樹（やまぎわ整形外科）

選手
- 松田知幸（男子ピストル）
  - 10mエアピストル - 予選敗退
  - 50mピストル - 予選敗退
- 山下敏和（男子ライフル）
  - 10mエアライフル - 予選敗退
  - 50mライフル伏射 - 予選敗退
  - 50mライフル3姿勢 - 予選敗退
- 秋山輝吉（男子ラピッドファイアピストル）- 予選敗退
- 森栄太（英語版）（男子ラピッドファイアピストル）- 予選敗退
- 岡田直也（男子エアライフル）- 予選敗退
- 佐藤明子（英語版）（女子ピストル）
  - 10mエアピストル - 予選敗退
  - 25mピストル - 予選敗退

#### クレー射撃
スタッフ
- 総務：永島宏泰（日本クレー射撃協会）

選手
- 中山由起枝（女子トラップ）- 予選敗退
- 石原奈央子（英語版）（女子スキート）- 予選敗退

### 柔道
スタッフ
- チームリーダー：木村昌彦（横浜国立大学）、山本洋祐（日本体育大学）、増地千代里（筑波大学）
- 男子監督：井上康生（東海大学）
- 女子監督：南條充寿（仙台大学）
- 男子コーチ：鈴木桂治（国士舘大学）、廣川充志（桐蔭横浜大学）、金丸雄介（了徳寺大学）、古根川実（大阪府警察）、賀持道明（日本中央競馬会）
- 女子コーチ：松本勇治（神奈川県警察）、薪谷翠（ミキハウス）、塚田真希（東海大学）、谷本歩実（コマツ）、上野雅恵（三井住友海上火災保険）
- ドクター：紙谷武（JCHO東京新宿メディカルセンター）、井汲彰（筑波大学大学院）
- 男子トレーナー：幡手康二（グローバルスポーツ医学研究所）
- 女子トレーナー：菅原靖久（グローバルスポーツ医学研究所）
- 男子総務：岡田隆（日本体育大学）
- 女子総務：小橋秀規（ALSOK）

選手
- 高藤直寿（男子60kg級）- 3位
- 海老沼匡（男子66kg級）- 3位
- 大野将平（男子73kg級）- 1位
- 永瀬貴規（男子81kg級）- 3位
- ベイカー茉秋（男子90kg級）- 1位
- 羽賀龍之介（男子100kg級）- 3位
- 原沢久喜（男子100kg超級）- 2位
- 近藤亜美（女子48kg級）- 3位
- 中村美里（女子52kg級）- 3位
- 松本薫（女子57kg級）- 3位
- 田代未来（女子63kg級）- 5位
- 田知本遥（女子70kg級）- 1位
- 梅木真美（女子78kg級）- 2回戦敗退
- 山部佳苗（女子78kg超級）- 3位

### 水泳

#### 競泳
- 監督：平井伯昌（東洋大学）
- 男子ヘッドコーチ：梅原孝之（JSS毛呂山スイミングスクール）
- 女子ヘッドコーチ：竹村吉昭（JSS）
- コーチ：藤森善弘（日本体育大学）、村上二美也（ルネサンス亀戸）、奥野景介（早稲田大学）、佐々木祐一郎（中京大学）、加藤健志（東海大学）
- 総務：坂口結子（日本スポーツ振興センター）
- レース分析：マグナス・シェルベルグ（日本スポーツ振興センター）
- トレーナー：桑井太陽（サンイリオス・インターナショナル）、小沢邦彦（リフレッシュ指圧センター）、加藤明生（S.T.I.白石鍼灸治療院）、三富陽輔（国立スポーツ科学センター）、佐々木秀男（日本スポーツ振興センター）

##### 男子
- 萩野公介（男子自由形・個人メドレー・フリーリレー）
  - 200m個人メドレー - 2位
  - 400m個人メドレー - 1位
  - 200m自由形 - 7位
- 江原騎士（男子自由形・フリーリレー）
  - 400m自由形 - 予選敗退
- 中村克（男子自由形・フリーリレー・メドレーリレー）
  - 50m自由形 - 予選敗退
  - 100m自由形 - 予選敗退
- 塩浦慎理（男子自由形・フリーリレー）
  - 50m自由形 - 準決勝敗退
  - 100m自由形 - 予選敗退
- 小長谷研二（英語版）（男子フリーリレー）
- 小堀勇氣（男子フリーリレー）
- 松田丈志（男子フリーリレー）
- 入江陵介（男子背泳ぎ・メドレーリレー）
  - 100m背泳ぎ - 7位
  - 200m背泳ぎ - 8位
- 長谷川純矢（英語版）（男子背泳ぎ）
  - 100m背泳ぎ - 予選敗退
- 金子雅紀（男子背泳ぎ）
  - 200m背泳ぎ - 準決勝敗退
- 小関也朱篤（男子平泳ぎ・メドレーリレー）
  - 100m平泳ぎ - 6位
  - 200m平泳ぎ - 5位
- 渡辺一平（男子平泳ぎ）
  - 100m平泳ぎ - 予選敗退
  - 200m平泳ぎ - 6位
- 瀬戸大也（男子バタフライ・個人メドレー）
  - 400m個人メドレー - 3位
  - 200mバタフライ - 5位
- 坂井聖人（男子バタフライ）
  - 200mバタフライ - 2位
- 藤森太将（英語版）（男子個人メドレー）
  - 200m個人メドレー - 4位
- 藤井拓郎（男子バタフライ・メドレーリレー）
  - 100mバタフライ - 予選敗退
- 4×100mフリーリレー（中村、塩浦、小長谷、古賀）- 8位
- 4×200mフリーリレー（萩野、江原、小堀、松田）- 3位
- 4×100mメドレーリレー（入江、小関、藤井、中村） - 5位

##### 女子
- 池江璃花子（女子自由形・バタフライ・フリーリレー・メドレーリレー）
  - 50m自由形 - 予選敗退
  - 100m自由形 - 準決勝敗退
  - 200m自由形 - 予選敗退
  - 100mバタフライ - 5位
- 五十嵐千尋（女子自由形・フリーリレー）
  - 200m自由形 - 予選敗退
  - 400m自由形 - 予選敗退
- 内田美希（女子自由形・フリーリレー・メドレーリレー）
  - 100m自由形 - 準決勝敗退
- 松本弥生（女子自由形・フリーリレー）
  - 50m自由形 - 予選敗退
- 持田早智（女子フリーリレー）
- 青木智美（女子フリーリレー）
- 山口美咲（女子フリーリレー）
- 渡部香生子（女子平泳ぎ）
  - 100m平泳ぎ - 準決勝敗退
  - 200m平泳ぎ - 準決勝敗退
- 鈴木聡美（女子平泳ぎ・メドレーリレー）
  - 100m平泳ぎ - 準決勝敗退
- 金藤理絵（女子平泳ぎ）
  - 200m平泳ぎ - 1位
- 星奈津美（女子バタフライ）
  - 100mバタフライ - 準決勝敗退
  - 200mバタフライ - 3位
- 長谷川涼香（女子バタフライ）
  - 200mバタフライ - 準決勝敗退
- 酒井夏海（女子背泳ぎ・メドレーリレー）
  - 100m背泳ぎ - 予選敗退
  - 200m背泳ぎ - 予選敗退
- 寺村美穂（女子個人メドレー）
  - 200m個人メドレー - 準決勝敗退
- 今井月（女子個人メドレー）
  - 200m個人メドレー - 準決勝敗退
- 高橋美帆（女子個人メドレー）
  - 400m個人メドレー - 予選敗退
- 清水咲子（女子個人メドレー）
  - 400m個人メドレー - 8位
- 4×100mフリーリレー（内田、池江、山口、松本）- 8位
- 4×200mフリーリレー（五十嵐、池江、青木、持田）- 8位
- 4×100mメドレーリレー（酒井、鈴木、池江、内田）- 予選敗退

#### 飛込競技
スタッフ
- コーチ：馬淵崇英（JSS宝塚）
- トレーナー：成田崇矢（健康科学大学）
- 総務：野村孝路（日本スポーツ振興センター）

選手
- 寺内健（男子3m板飛込）- 予選敗退
- 坂井丞（男子3m板飛込）- 予選敗退
- 板橋美波（女子10m高飛込）- 8位

#### シンクロナイズドスイミング
スタッフ
- 監督：井村雅代（日本オリンピック委員会）
- コーチ：滝田理砂子（東京シンクロクラブ）、宮川美哉（井村シンクロクラブ）
- トレーナー：地神裕史（国士舘大学）、田中基義（タナカ整骨院）、浅岡良信（日本スポーツ振興センター）
- 総務：小林千紗（京都文教中学校・高等学校）

選手
- 乾友紀子（デュエット、チーム）
- 三井梨紗子（デュエット、チーム）
- 吉田胡桃（チーム）
- 中村麻衣（チーム）
- 丸茂圭衣（チーム）
- 中牧佳南（チーム）
- 林愛子（チーム）
- 箱山愛香（チーム）
- 小俣夏乃（チーム）
- デュエット - 3位
- チーム - 3位

#### 水球
スタッフ
- 監督：大本洋嗣（日本体育大学）
- コーチ：南隆尚（鳴門教育大学）、葛原浩（青森県立北斗高等学校）
- トレーナー：濱中康治（JCHO東京新宿メディカルセンター）
- 総務：大井恵滋（佐藤栄学園栄東高等学校）

選手
- 水球男子日本代表 - グループリーグ敗退
  - 棚村克行（GK）
  - 福島丈貴（GK）
  - 飯田純士（FP）
  - 志水祐介（FP）
  - 保田賢也（FP）
  - 大川慶悟（FP）
  - 柳瀬彰良（FP）
  - 竹井昂司（FP）
  - 角野友紀（FP）
  - 筈井翔太（FP）
  - 志賀光明（FP）
  - 荒井陸（FP）
  - 足立聖弥（FP）

#### オープンウォータースイミング
- 平井康翔（英語版）（男子） - 8位
- 貴田裕美（女子）- 12位

### セーリング
スタッフ
- チームリーダー：齋藤愛子（日本オリンピック委員会）
- コーチ：中村 健次（日本オリンピック委員会）、宮野幹弘（フォティファイブアールピーエムスタジオ）、石川裕也（トヨタ自動車東日本）、飯島洋一（日本オリンピック委員会）、アーサー・ブレット（Sports & Events Unlimited）、ルスラナ・タラン

選手
- 富沢慎（男子RSX級）- 15位
- 土居一斗（英語版）、今村公彦（男子470級）- 17位
- 牧野幸雄、高橋賢次（英語版）（男子49er級）- 18位
- 伊勢田愛（女子RSX級）- 20位
- 土居愛実（女子レーザーラジアル級）- 20位
- 吉田愛、吉岡美帆（女子470級）- 5位
- 宮川惠子、髙野芹奈（女子49erFX級）- 20位

### 体操

#### 体操競技
スタッフ
- 監督：水鳥寿思（慶應義塾大学）
- コーチ：森泉貴博（コナミスポーツクラブ）、加藤裕之（コナミスポーツクラブ）、畠田好章（日本体育大学）
- トレーナー：今井聖晃（コナミスポーツクラブ グランサイズ大手町）、中島啓（けい治療院）

選手
- 内村航平（男子）
  - 個人総合 - 1位
  - 種目別ゆか - 5位
- 加藤凌平（男子）
  - 個人総合 - 11位
  - 種目別平行棒 - 7位
- 白井健三（男子）
  - 種目別ゆか - 4位
  - 種目別跳馬 - 3位
- 田中佑典（男子）
- 山室光史（男子）
- 男子団体 - 1位
- 寺本明日香（女子）
  - 個人総合 - 8位
- 村上茉愛（女子）
  - 個人総合 - 14位
  - 種目別ゆか - 7位
- 杉原愛子（女子）
- 宮川紗江（女子）
- 内山由綺（女子）
- 女子団体 - 4位

#### 新体操
スタッフ
- 監督：山﨑浩子（日本オリンピック委員会）
- コーチ：インナ・ビストロヴァ（ロシア体操連盟）、ナデージュダ・ホロドコバ（ロシア体操連盟）、横地愛（イオンリテール）
- トレーナー：山本貴英（日本スポーツ振興センター）

選手
- 皆川夏穂（個人）- 16位
- フェアリージャパン（団体）- 8位
  - 杉本早裕吏
  - 畠山愛理
  - 松原梨恵
  - 横田葵子
  - 熨斗谷さくら

#### トランポリン
スタッフ
- 監督：山本宜史（湊学院）
- コーチ：中田大輔（エアリアルドリーム）、西川明大（星稜高等学校）

選手
- 伊藤正樹（男子）- 6位
- 棟朝銀河（男子）- 4位
- 中野蘭菜（女子）- 予選敗退

### 卓球
スタッフ
- 監督：倉嶋洋介（日本卓球協会）、村上恭和（日本生命保険）
- コーチ：張莉梓、李鷺（KR）、邱建新（タマス）

選手
- 水谷隼（男子シングルス、団体）- 3位
- 丹羽孝希（男子シングルス、団体）- 準々決勝敗退
- 吉村真晴（男子団体）
- 男子団体 - 2位
- 石川佳純（女子シングルス、団体）- 3回戦敗退
- 福原愛（女子シングルス、団体） - 4位
- 伊藤美誠（女子団体）
- 女子団体 - 3位

### テコンドー
スタッフ
- 監督：古賀剛（全日本テコンドー協会）
- トレーナー：菊地孝郎（高尾屋）

選手
- 濱田真由（女子57kg級）- 準々決勝敗退

### テニス
スタッフ
- 監督：植田実（日本オリンピック委員会）
- トレーナー：中尾公一（クラウドナイン）、前田准谷（マスケン・テニス・サポート）
- 総務：田島孝彦（日本テニス協会）

選手
- 錦織圭（男子シングルス） - 3位
- 杉田祐一（男子シングルス）- 2回戦敗退
- ダニエル太郎（男子シングルス）- 3回戦敗退
- 土居美咲（女子シングルス、女子ダブルス）
  - シングルス - 2回戦敗退
  - ダブルス - 3回戦敗退
- 日比野菜緒（女子シングルス）- 2回戦敗退
- 穂積絵莉（女子ダブルス）- 3回戦敗退

### トライアスロン
スタッフ
- 監督：飯島健二郎（日本オリンピック委員会）
- コーチ：山根英紀（京葉インターナショナルスポーツ倶楽部）
- 総務：山倉紀子（日本オリンピック委員会）

選手
- 田山寛豪（男子）- 途中棄権
- 上田藍（女子）- 39位
- 加藤友里恵（女子）- 46位
- 佐藤優香（女子）- 15位

### 馬術
スタッフ
- チームリーダー：ポール・ショッケメーレ（Paul Schockemohle Pferdehaltung　GmbH）
- 監督：東良弘一（洛北宝ヶ池観光農園）、照井愼一（ドレッサージュ・ステーブル・テルイ）、細野茂之（八王子乗馬倶楽部）
- コーチ：フロリアン・マイヤーツハートム（Paul Schockemohle Pferdehaltung　GmbH）、ユルゲン・コッシェル（Hof Beckerode）、ロゴン・ブスケ（SARL BLB）
- 獣医師：マーク・スールス（Praktijk Dr. Suls BV）
- 総務：青山辰美（日本馬術連盟）、浅枝里美（日本馬術連盟）

選手
- 大岩義明（総合馬術個人）- 20位
- 北島隆三（総合馬術個人）- 途中棄権
- 福島大輔（障害馬術個人）- 予選敗退
- 桝井俊樹（英語版）（障害馬術個人）- 予選敗退
- 杉谷泰造（障害馬術個人）- 予選敗退
- 武田麗子（障害馬術個人）- 途中棄権
- 障害馬術団体 - 13位
- 高橋正直（馬場馬術個人）- 予選敗退
- 原田喜市（馬場馬術個人）- 予選敗退
- 北井裕子（馬場馬術個人）- 予選敗退
- 黒木茜（馬場馬術個人）- 予選敗退
- 馬場馬術団体 - 11位

### バスケットボール
スタッフ
- 監督：内海知秀（日本バスケットボール協会）
- コーチ：梅嵜英毅（山梨学院大学）、トム・ホーバス（JXエネルギー）
- トレーナー：伊藤由美子（日本バスケットボール協会）
- 総務：山﨑舞子（JXエネルギー）

選手
- バスケットボール女子日本代表 - 準々決勝敗退
  - 近藤楓（SG）
  - 宮沢夕貴（SF）
  - 間宮佑圭（C）
  - 栗原三佳（SF）
  - 髙田真希（PF）
  - 三好南穂（PG）
  - 渡嘉敷来夢（PF）
  - 長岡萌映子（SF）
  - 吉田亜沙美（PG）
  - 町田瑠唯（PG）
  - 本川紗奈生（SG）
  - 王新朝喜（C）

### バドミントン
スタッフ
- 監督：朴柱奉（日本オリンピック委員会）
- コーチ：中島慶（日本バドミントン協会）、舛田圭太（トナミ運輸）、佐藤翔治（東日本電信電話）
- トレーナー：森里友佳（エム・エス・マイスターL）

選手
- 佐々木翔（男子シングルス）- 予選リーグ敗退
- 遠藤大由、早川賢一（男子ダブルス）- 準々決勝敗退
- 奥原希望（女子シングルス）- 3位
- 山口茜（女子シングルス）- 準々決勝敗退
- 高橋礼華、松友美佐紀（女子ダブルス）- 1位
- 数野健太、栗原文音（混合ダブルス）- 準々決勝敗退

### バレーボール
スタッフ
- 監督：眞鍋政義（日本バレーボール協会）
- コーチ：川北元（日本バレーボール協会）、大久保茂和（日本バレーボール協会）
- トレーナー：宮口佳子（S-Life はりきゅう院）
- 技術スタッフ：渡辺啓太（日本バレーボール協会）

選手
- バレーボール全日本女子 - 準々決勝敗退
  - 山口舞（ミドルブロッカー）
  - 荒木絵里香（ミドルブロッカー）
  - 木村沙織（ウィングスパイカー）
  - 迫田さおり（ウィングスパイカー）
  - 佐藤あり紗（リベロ/レシーバー）
  - 座安琴希（リベロ/レシーバー）
  - 田代佳奈美（セッター）
  - 石井優希（ウィングスパイカー）
  - 長岡望悠（ウィングスパイカー）
  - 島村春世（ミドルブロッカー）
  - 鍋谷友理枝（ウィングスパイカー）
  - 宮下遥（セッター）

予選ラウンド Pool A（試合開始時刻は現地時間）- 通算2勝3敗。予選4位で決勝トーナメント（準々決勝）に進出。
| 日程    | 開始  |       | 結果 |               | 1set  | 2set  | 3set  | 4set  | 5set | 総得点 | R |
| ------- | ----- | ----- | ---- | ------------- | ----- | ----- | ----- | ----- | ---- | ------ | - |
| 8月6日  | 9:32  | 日本● | 1-3  | ○大韓民国     | 25-19 | 15-25 | 17-25 | 21-25 |      | 78-94  | , |
| 8月8日  | 11:35 | 日本○ | 3-0  | ●カメルーン   | 25-20 | 25-15 | 25-17 |       |      | 75-52  | , |
| 8月10日 | 22:35 | 日本● | 0-3  | ○ブラジル     | 18-25 | 18-25 | 22-25 |       |      | 58-75  | , |
| 8月12日 | 20:30 | 日本● | 0-3  | ○ロシア       | 14-25 | 28-30 | 18-25 |       |      | 60-80  | , |
| 8月14日 | 20:30 | 日本○ | 3-0  | ●アルゼンチン | 25-23 | 25-16 | 26-24 |       |      | 76-63  | , |

決勝トーナメント - 準々決勝敗退（5位タイ）
| 日程    | 開始  |       | 結果 |                 | 1set  | 2set  | 3set  | 4set | 5set | 総得点 | R |
| ------- | ----- | ----- | ---- | --------------- | ----- | ----- | ----- | ---- | ---- | ------ | - |
| 8月16日 | 14:00 | 日本● | 0-3  | ○アメリカ合衆国 | 16-25 | 23-25 | 22-25 |      |      | 61-75  |   |

### フェンシング
スタッフ
- 監督：橋本寛（NEXUS）
- コーチ：リー・ウッチェ（日本フェンシング協会）、オレグ・マツェイチュク（日本フェンシング協会）、オレクサンドル・ゴルバチュク（日本フェンシング協会）、本間孔一（日本フェンシング協会）、菅原智恵子（日本フェンシング協会）

選手
- 太田雄貴（男子フルーレ）- 2回戦敗退
- 見延和靖（男子エペ）- 準々決勝敗退
- 徳南堅太（男子サーブル）- 2回戦敗退
- 西岡詩穂（女子フルーレ）- 3回戦敗退
- 佐藤希望（女子エペ）- 準々決勝敗退
- 青木千佳（女子サーブル）- 1回戦敗退

### ボクシング
スタッフ
- 監督：高見公明（王寺工業高等学校）
- コーチ：樋山茂（芦屋大学）、山本浩二（東京農業大学）

選手
- 成松大介（男子ライト級）- 2回戦敗退
- 森坂嵐（男子バンタム級）- 1回戦敗退

### ホッケー
スタッフ
- チームリーダー：山口修一郎（ビッグバン）
- 監督：永井祐司（日本ホッケー協会）
- コーチ：長谷部謙二（天理大学）、三浦恵子（川崎重工航空）
- トレーナー：茂木淳（いずみスポーツサポート）
- 総務：中村真理（日本ホッケー協会）

選手
- ホッケー女子日本代表（女子）- グループリーグ敗退
  - 浅野祥代（英語版）（GK）
  - 小野真由美（DF）
  - 林なぎさ（英語版）（DF）
  - 錦織えみ（DF）
  - 西村綾加（DF）
  - 阪口真紀（DF）
  - 中川未由希（MF）
  - 柴田あかね（英語版）（MF）
  - 湯田葉月（MF）
  - 真野由佳梨（MF）
  - 永井葉月（MF）
  - 中島史恵（FW）
  - 三橋亜記（FW）
  - 永井友理（FW）
  - 清水美並（FW）
  - 河村元美（FW）

### ボート
スタッフ
- チームリーダー：崎山利夫（日本ボート協会）
- コーチ：ギザビエ・ドルフマン（日本ボート協会）
- トレーナー：部谷祐紀（日本ボート協会）

選手
- 中野紘志、大元英照（英語版）（男子軽量級ダブルスカル）- 15位
- 大石綾美（英語版）、冨田千愛（女子軽量級ダブルスカル）- 12位

### ラグビー

#### 男子
スタッフ
- 監督：瀬川智広（日本ラグビーフットボール協会）
- コーチ：見山範泰（日本ラグビーフットボール協会）
- ドクター：田崎篤（聖路加国際病院）
- トレーナー：辰見康剛（九州共立大学）、古舘昌宏（リニアート）
- 技術スタッフ：中島正太（日本ラグビーフットボール協会）

選手
- 7人制ラグビー男子日本代表（男子）- 4位
  - 桑水流裕策
  - 副島亀里・ララボウ・ラティアナラ
  - トゥキリ・ロテ・ダウラアコ
  - 德永祥尭
  - 彦坂匡克
  - レメキ・ロマノ・ラヴァ
  - 合谷和弘
  - 坂井克行
  - 羽野一志
  - 後藤輝也
  - 福岡堅樹
  - 豊島翔平

#### 女子
スタッフ
- チームリーダー：岩渕健輔（日本ラグビーフットボール協会）
- 監督：浅見敬子（日本ラグビーフットボール協会）
- トレーナー：平井晴子（日本ラグビーフットボール協会）
- 総務：香川あかね（日本ラグビーフットボール協会）

選手
- 7人制ラグビー女子日本代表（女子）- グループリーグ敗退
  - 兼松由香
  - 中村知春
  - 鈴木彩香
  - 桑井亜乃
  - 山口真理恵
  - 冨田真紀子
  - 竹内亜弥 - 冨田負傷離脱後に登録
  - 横尾千里
  - 三樹加奈
  - 谷口令子
  - 大黒田裕芽
  - 山中美緒
  - 小出深冬

### 陸上競技
- 監督：麻場一徳（山梨学院大学）
- コーチ：酒井勝充（コニカミノルタ）、苅部俊二（法政大学）、土江寛裕（東洋大学）、中村宏之（北海道ハイテクノロジー専門学校）、宗猛（旭化成）、武冨豊（天満屋）、野口英盛（積水化学）、今村文男（富士通）、小坂忠広（石川県立小松特別支援学校）、櫻井健一（国際武道大学）、吉田孝久（日本女子体育大学）、小林史明（日本体育大学）、岡田雅次（国士舘大学）、松田克彦（名古屋学院大学）、河野匡（大塚製薬）、永山忠幸（ワコール）、山下佐知子（第一生命）、西政幸（旭化成）、山頭直樹（安川電機）、大澤陽祐（Honda）
- ドクター：鳥居俊（早稲田大学）
- トレーナー：村上博之（マキュモ鍼灸治療院）、田村佑実保（Solasta治療院）
- 総務：平野了（日本陸上競技連盟）、河合江梨子（日本陸上競技連盟）

#### 男子
- ケンブリッジ飛鳥（男子100m、4×100mリレー）- 準決勝敗退
- 桐生祥秀（男子100m、4×100mリレー）- 予選敗退
- 山縣亮太（男子100m、4×100mリレー）- 準決勝敗退
- 飯塚翔太（男子200m、4×100mリレー）- 予選敗退
- 髙瀬慧（男子200m）- 予選敗退
- 藤光謙司（男子200m）- 予選敗退
- ウォルシュ・ジュリアン（男子400m、1600mリレー）- 予選敗退
- 金丸祐三（男子400m）- 予選敗退
- 加藤修也（男子1600mリレー）
- 北川貴理（男子1600mリレー）
- 田村朋也（男子1600mリレー）
- 佐藤拳太郎（男子1600mリレー）
- 川元奨（男子800m）- 予選敗退
- 大迫傑（男子5000m、10000m）
  - 5000m - 予選敗退
  - 10000m - 17位
- 村山紘太（男子5000m、10000m）
  - 5000m - 予選敗退
  - 10000m - 30位
- 設楽悠太（男子10000m）- 29位
- 佐々木悟（男子マラソン）- 16位
- 北島寿典（男子マラソン）- 96位
- 石川末廣（男子マラソン）- 36位
- 矢澤航（男子110m障害）- 予選敗退
- 野澤啓佑（男子400m障害）- 準決勝敗退
- 松下祐樹（男子400m障害）- 予選敗退
- 塩尻和也（男子3000m障害）- 予選敗退
- 高橋英輝（男子20km競歩）- 42位
- 松永大介（男子20km競歩）- 7位
- 藤沢勇（男子20km競歩）- 21位
- 谷井孝行（男子50km競歩）- 14位
- 森岡紘一朗（男子50km競歩）- 27位
- 荒井広宙（男子50km競歩）- 3位
- 長谷川大悟（男子三段跳）- 予選敗退
- 山下航平（男子三段跳）- 予選敗退
- 衛藤昂（男子走高跳）- 予選敗退
- 山本聖途（男子棒高跳）- 予選敗退
- 荻田大樹（男子棒高跳）- 予選敗退
- 澤野大地（男子棒高跳）- 7位
- 新井涼平（男子やり投）- 11位
- 中村明彦（男子十種競技）- 22位
- 右代啓祐（男子十種競技）- 20位
- 男子4×100mリレー（山縣・飯塚・桐生・ケンブリッジ） - 2位
- 男子4×400mリレー（ジュリアン・田村・北川・加藤） - 予選敗退

#### 女子
- 福島千里（女子100m、200m）
  - 100m - 欠場[12]
  - 200m - 予選敗退
- 鈴木亜由子（女子5000m、10000m）
  - 5000m - 予選敗退
  - 10000m - 欠場[13]
- 尾西美咲（女子5000m）- 予選敗退
- 上原美幸（女子5000m）- 15位
- 関根花観（女子10000m） - 20位[13]
- 高島由香（女子10000m） - 18位[13]
- 伊藤舞（女子マラソン） - 46位[14]
- 福士加代子（女子マラソン） - 14位[14]
- 田中智美（女子マラソン） - 19位[14]
- 久保倉里美（女子400m障害）- 予選敗退
- 高見澤安珠（女子3000m障害） - 予選敗退[15]
- 岡田久美子（女子20km競歩）- 32位
- 甲斐好美（女子走幅跳）- 予選敗退
- 海老原有希（女子やり投）- 予選敗退

### レスリング
スタッフ
- チームリーダー：栄和人（日本オリンピック委員会）
- 監督：和田貴広（国士舘大学）、西口茂樹（拓殖大学）、笹山秀雄（自衛隊体育学校）
- コーチ：松永共広（日本オリンピック委員会）、松本慎吾（日本体育大学）、志土地翔大（至学館大学）
- トレーナー：佐藤守重（ファクトリージャパングループ）、川﨑淳（ハンズコーポレーション）

選手
- 太田忍（男子グレコローマン59kg級）- 2位
- 井上智裕（男子グレコローマン66kg級）- 5位
- 樋口黎（男子フリースタイル57kg級）- 2位
- 高谷惣亮（男子フリースタイル74kg級）- 準々決勝敗退
- 登坂絵莉（女子フリースタイル48kg級） - 1位
- 吉田沙保里（女子フリースタイル53kg級） - 2位
- 伊調馨（女子フリースタイル58kg級） - 1位
- 川井梨紗子（女子フリースタイル63kg級） - 1位
- 土性沙羅（女子フリースタイル69kg級） - 1位
- 渡利璃穏（女子フリースタイル75kg級） - 1回戦敗退

## 選手団本部役員
本部役員（2016年12月27日現在）
| 役職       | 氏名             | 所属団体                                       | 備考                          |
| ---------- | ---------------- | ---------------------------------------------- | ----------------------------- |
| 団長       | 橋本聖子         | 日本スケート連盟 日本自転車競技連盟 参議院議員 |                               |
| 副団長     | 山下泰裕         | 全日本柔道連盟 東海大学                        |                               |
| 総監督     | 髙田裕司         | 日本レスリング協会 山梨学院大学                |                               |
| 本部役員   | 塚原光男         | 日本体操協会 塚原体操センター                  | 競技担当                      |
| 本部役員   | 福井烈           | 日本テニス協会 ブリヂストンスポーツ            | 競技担当                      |
| 本部役員   | 尾縣貢           | 日本陸上競技連盟 筑波大学                      | 競技担当                      |
| 本部役員   | 星野一朗         | 日本卓球協会                                   | 競技担当                      |
| 本部役員   | 上野広治         | 日本大学                                       | 競技担当                      |
| 本部役員   | 大塚眞一郎       | 日本トライアスロン連合                         | 広報担当                      |
| 本部役員   | 中嶋耕平         | 国立スポーツ科学センター                       | 医務担当                      |
| 本部役員   | 柳谷直哉         | 日本オリンピック委員会                         | 総務担当                      |
| アタッシェ | 白石知子         | 在リオデジャネイロ日本総領事館                 |                               |
| 本部員     | 髙橋ダニエル克弥 | 日本オリンピック委員会                         |                               |
| 本部員     | 渡辺稔一         | 日本オリンピック委員会                         |                               |
| 本部員     | 吉田周平         | 日本オリンピック委員会                         |                               |
| 本部員     | 久保田敦         | 日本オリンピック委員会                         |                               |
| 本部員     | 渡邊暁大         | 日本オリンピック委員会                         |                               |
| 本部員     | 大越光介         | 日本オリンピック委員会                         |                               |
| 本部員     | 鈴木和馬         | 日本オリンピック委員会                         |                               |
| 本部員     | 土肥美智子       | 国立スポーツ科学センター                       | メディカルスタッフ/ドクター   |
| 本部員     | 中山修一         | JR東京総合病院                                 | メディカルスタッフ/ドクター   |
| 本部員     | 真鍋知宏         | 慶應義塾大学スポーツ医学研究センター           | メディカルスタッフ/ドクター   |
| 本部員     | 鈴木岳           | R-body project                                 | メディカルスタッフ/トレーナー |
| 本部員     | 寒川美奈         | 北海道大学                                     | メディカルスタッフ/トレーナー |
| 本部員     | 加村真理子       | 近畿日本ツーリスト                             | 輸送担当                      |
| 本部員     | 篠原史郎         | 近畿日本ツーリスト                             | 輸送担当                      |
| 本部員     | 鈴木俊介         | 近畿日本ツーリスト                             | 輸送担当                      |
| 本部員     | 橋間邦仁         | 近畿日本ツーリスト                             | 輸送担当                      |